# Cevin Key
Kevin William Crompton, meglio conosciuto come Cevin Key (stilizzato cEvin Kay) (Vancouver, 13 febbraio 1961), è un musicista canadese.

## Biografia
È tra i membri fondatori del gruppo post-industrial Skinny Puppy, band nata dal 1982.
Il gruppo nel 1995 si è sciolto e Key si è avviato in un progetto noise chiamato Download e come solista.
Sono di questo periodo i suoi primi dischi a nome Cevin Key, tra cui Music For Cats (Metropolis/Sub-Conscious Communications, 1998) e The Ghost Of Each Room (Metropolis/Sub-Conscious Communications, 2001).
Dal 2004 è di nuovo un componente degli Skinny Puppy.
Ha lavorato anche coi gruppi platEAU, The Tear Garden e altri.